# Jackie Chan – Die Superfaust
Jackie Chan – Die Superfaust (Originaltitel chinesisch 迷你特攻隊 / 迷你特攻队, Pinyin Mí nǐ tègōngduì, Jyutping Mai4 nei5 Dak6gung1deoi6, kantonesisch Mai nei dak gung dui, Internationaler Titel englisch Fantasy Mission Force, Alternativtitel in Japan: englisch The Dragon Attack!!) ist eine 1982 in Hongkong gedrehte Moleitau-Komödie als Martial-Arts-Film, deren Produzent Jimmy Wang Yu zugleich die Hauptrolle spielt.

## Handlung
Die Japaner entführen während des Zweiten Weltkrieges hochrangige Generäle der Amerikaner, Briten, Franzosen und Afrikaner. Ein chinesisches Armeekommando entschließt sich daraufhin, eine Spezialtruppe von Verrückten zur Rettung der Generäle zusammenzustellen. 
Schließlich findet die Spezialtruppe dann den Aufenthaltsort der Generäle, an dem sich aber nur tote Japaner befinden. Daraufhin wird die Gruppe durch Maschinengewehre getötet. Als nur noch Sammy und Emily übrig sind, erscheint der ebenfalls verschonte Don Wen und erklärt, dass genau dies sein Plan gewesen sei um allein die Belohnung zu kassieren. Er schießt auf Emily und kämpft anschließend gegen Sammy. Im Verlauf des Kampfes kann Sammy Don Wen besiegen, es erscheinen die Generäle, doch die verwundeten Sammy und Emily verschwinden mit einem Jeep ohne sie.